# Limahl
Christopher Hamill (Pemberton, 19 december 1958) - artiestennaam Limahl - is een Brits popzanger en voormalig lid van popband Kajagoogoo.
Hij scoorde met Kajagoogoo in 1983 één grote hit: "Too Shy". In 1984 begon hij een solocarrière en scoorde hij één grote hit: "The Neverending Story". Dat liedje is ook de titelsong van de gelijknamige film.

## Biografie
Hamill werd geboren in Pemberton, Wigan, Lancashire in Noordwest-Engeland. Hij heeft een zus en twee broers. Hij studeerde o.a. aan de Abraham Guest High School in Orrell, voordat hij zich uiteindelijk inschreef op het repertoiregezelschap van het Westcliff-on-Sea Palace Theater.

## Bandcarrière
Chris Hamill toerde met het bedrijf in een productie van Joseph and the Amazing Technicolor Dreamcoat. In 1980 kreeg hij een kleine rol in een aflevering van de ITV-politieserie genaamd The Gentle Touch. In 1981 verscheen hij ook als figurant, in de promotionele video van Adam and the Ants' nummer één UK single "Stand and Deliver".
Hamill had een grote interesse in de muziek, daardoor vormde hij een kortstondige punkband genaamd Vox Deus. Later werd hij lid van de band Crossword, en stapte er vervolgens ook weer uit. Later reageerde hij op een advertentie in de muziekpers om mee te doen met de band Brooks samen met Mike Nolan. Toen Chris in 1982 auditie ging doen bij de Engelse Popstars, waren er op dat moment leden van de band Art Nouveau. Zij zochten een zanger en gaven Chris een contract, later veranderde hij zijn naam naar een artiestennaam: Limahl (een anagram van zijn achternaam) op het moment dat hij werd aangeworven door de bestaande leden van Art Nouveau, later verzon Limahl een nieuwe naam voor de band, Kajagoogoo, het idee kreeg hij van zijn kleinere neefje, hij was een baby en baby's maken over het algemeen het geluid: gagagoogoo. Limahl veranderde dat in de pakkende naam Kajagoogoo.
Vlak nadat hij zich bij Kajagoogoo had aangesloten, ontmoette Limahl Nick Rhodes, de toetsenist van de groep Duran Duran. Limahl, die toen nog werkte als ober in de Embassy Club in Londen, vroeg Rhodes om co-producer te worden van het eerste liedje van de band, "Too Shy". Rhodes accepteerde dit voorstel.
De single "Too Shy" werd uitgebracht in januari 1983. Het werd een groot succes en het lied schoot naar de nummer 1-positie in de UK singles chart en bereikte de top 5 op de Amerikaanse Billboard Hot 100.
"Too Shy" is onderdeel van het eerste album van de band, White Feathers.
De band had nog hits met "Ooh to Be Ah" (UK No. 7) en "Hang on Now"(UK No. 11), maar die successen bleven beperkt, ze scoorde alleen binnen het Verenigd Koninkrijk een aantal hitjes.
Midden 1983, kort na het einde van de tour White Feathers, ontsloegen de bandleden Limahl via de telefoon. Limahl vertelde aan de pers: "Ik ben verraden!", en "ik werd ontslagen omdat ik ze tot een succes heb gemaakt".
De overige bandleden vertelden later dat het een moeilijke beslissing was, maar ze besloten het toch te doen, omdat Limahl meer in de schijnwerpers wilde staan en zij meer anoniem wilden blijven.
In 2004 werd door de Amerikaanse tv-zender VH1 het programma Bands Reunited gemaakt waarbij Kajagogoo werd herenigd en een eenmalig concert gaven samen met Limahl.

## NPO Radio 2 Top 2000
Van Limahl stond alleen The neverending story in 2000 in de NPO Radio 2 Top 2000, op plek 1729.
- Bibsys: 8069236
- Biblioteca Nacional de España: XX1572143
- Bibliothèque nationale de France: cb13896657w (data)
- Gemeinsame Normdatei: 134445236
- International Standard Name Identifier: 0000 0000 8884 2309
- Library of Congress Control Number: n93115121
- MusicBrainz: ba147912-dc39-416f-9e4b-09765d671674
- Nationale Bibliotheek van Tsjechië: jo2009549338
- Nationale Bibliotheek van Polen: a0000001972367
- Nederlandse Thesaurus van Auteursnamen: 070760233
- Virtual International Authority File: 102343738